# Cabinet Tillich III
Pour les articles homonymes, voir Cabinet Tillich.
État libre de Saxe
Tillich II Kretschmer I
Le cabinet Tillich III (en allemand : Kabinett Tillich IIII) est le gouvernement de l'État libre de Saxe entre le 13 novembre 2014 et le 13 décembre 2017, sous la 6e législature du Landtag.
Il est dirigé par le chrétien-démocrate Stanislaw Tillich et formé après les élections régionales du 31 août 2014. Il se compose de dix ministres, dont un porte le titre de vice-ministre-président.
Il est constitué d'une grande coalition entre l'Union chrétienne-démocrate et le Parti social-démocrate.
Il succède au cabinet Tillich II et cède le pouvoir au cabinet Kretschmer I.

## Historique du mandat
Ce gouvernement est dirigé par le ministre-président chrétien-démocrate sortant Stanislaw Tillich. Il est constitué d'une grande coalition entre l'Union chrétienne-démocrate d'Allemagne (CDU) et le Parti social-démocrate d'Allemagne (SPD). Ensemble, ils disposent de 77 députés sur 126, soit 61,1 % des sièges du Landtag.
Il est formé à la suite de la démission des élections régionales du 31 août 2014.
Il succède donc au cabinet Tillich II, constitué d'une coalition « noire-jaune » entre l'Union chrétienne-démocrate et le Parti libéral-démocrate (FDP).

### Formation
Lors des élections régionales, la CDU confirme son statut de première force politique avec près de 40 % des suffrages exprimés, mais l'échec du FDP à franchir le seuil électoral empêche la reconduction de la coalition « noire-jaune ». Pour bâtir une nouvelle coalition, Stanislaw Tillich doit donc envisager une alliance avec le SPD ou l'Alliance 90/Les Verts (Grünen), mais cette dernière configuration disposerait d'une faible majorité parlementaire.
Le 19 septembre, à la suite de plusieurs entretiens exploratoires, la CDU et le SPD décident d'ouvrir des négociations de coalition, la CDU et les Grünen écartant en parallèle de discuter la formation d'une coalition « kiwi ». L'Union chrétienne-démocrate et le Parti social-démocrate concluent leur accord de coalition le 22 octobre. Le pacte est ratifié le 7 novembre par la CDU et le 10 novembre par le SPD.
Lors du vote d'investiture organisé le 12 novembre au Landtag, Stanislaw Tillich est effectivement réélu ministre-président par 74 voix favorables, 50 voix défavorables et une abstention, soit trois voix de moins que le total des députés de sa coalition. Il forme son gouvernement le lendemain.

### Succession
Le 18 octobre 2017, Stanislaw Tillich annonce son intention de démissionner, après que l'Alternative pour l'Allemagne (AfD) a devancé l'Union chrétienne-démocrate en Saxe lors des élections fédérales de septembre précédent. La CDU désigne dans la foulée, sur sa proposition, son secrétaire général Michael Kretschmer pour lui succéder.
Lors du vote d'investiture organisé le 13 décembre au Landtag, Michael Kretschmer est effectivement élu ministre-président. Il forme son gouvernement cinq jours plus tard.

## Composition
- Par rapport au cabinet Tillich II, les nouveaux ministres sont indiqués en gras et les ministres qui ont changé d'attributions sont indiqués en italique.

| Poste                                                                        | Titulaire | Titulaire         | Parti |
| ---------------------------------------------------------------------------- | --------- | ----------------- | ----- |
| Ministre-président                                                           |           | Stanislaw Tillich | CDU   |
| Vice-ministre-président Ministre de l'Économie, du Travail et des Transports |           | Martin Dulig      | SPD   |
| Ministre de l'Intérieur                                                      |           | Markus Ulbig      | CDU   |
| Ministre des Finances                                                        |           | Georg Unland      | CDU   |
| Ministre de la Justice                                                       |           | Sebastian Gemkow  | CDU   |
| Ministre des Affaires sociales et de la Protection des consommateurs         |           | Barbara Klepsch   | CDU   |
| Ministre de l'Environnement et de l'Agriculture                              |           | Thomas Schmidt    | CDU   |
| Ministre de l'Éducation                                                      |           | Brunhild Kurth    | CDU   |
| Ministre de la Science et de la Culture                                      |           | Eva-Maria Stange  | SPD   |
| Ministre de l'Égalité et de l'Intégration                                    |           | Petra Köpping     | SPD   |
| Ministre sans portefeuille Directeur de la chancellerie régionale            |           | Fritz Jaeckel     | CDU   |